# Patrick Descourtieux
Patrick Descourtieux, né en 1957, est un prélat catholique, canoniste et patrologue français. Depuis mars 2019, il est le chef du département « Tradition » de la Congrégation pour la doctrine de la foi, qui a hérité des compétences de l'ancienne commission pontificale Ecclesia Dei.

## Biographie

### Ministères
Après des études de théologie à l'École normale supérieure (promotion 1976), puis à l'Institut d'Études théologiques de Bruxelles, Patrick Descourtieux est ordonné prêtre à Paris, en 1986. Il est alors nommé vicaire de la paroisse Saint-Séverin, puis rejoint Rome en 1989, pour y intégrer la section francophone de la Secrétairerie d'État, où il restera jusqu'en 1999. Dans le même temps, il est organiste à Saint-Louis-des-Français de 1989 à 1994. 
En 1999, il est nommé recteur de l'église de la Trinité-des-Monts et rejoint le corps enseignant de l'Institut pontifical patristique, également connu sous le nom d'Augustinianum. En 2006, il retrouve Paris, où il est nommé prêtre résident à la paroisse Sainte-Clotilde, puis chapelain à la cathédrale Notre-Dame et professeur à la faculté Notre Dame en 2008. 

### CommissionEcclesia Dei
L'abbé Descourtieux fait par ailleurs partie des quelques prêtres chargés, par l'évêché, de célébrer la messe dans le rite tridentin. Il travaille également avec la commission pontificale « Ecclesia Dei », chargée du dialogue entre la papauté et la Fraternité sacerdotale Saint-Pie-X (FSSPX), notamment comme vice-président, et est official au sein de la Congrégation pour la doctrine de la foi. 
En 2013, il visite les Dominicaines du Saint-Esprit, constate des dysfonctionnements de leur gouvernance, et en rend compte à la Commission, qui charge Benoît-Dominique de La Soujeole de s'occuper du problème. 
Le 17 janvier 2019, la commission « Ecclesia Dei » est supprimée par le pape François, qui en fait une section — la troisième — de la congrégation sus-citée. Le 30 mars suivant, Patrick Descourtieux qui est choisi par le souverain pontife pour devenir le premier chef de ce nouveau service. 
Pour L'Homme nouveau, « comme second personnage de la Commission disparue, Mgr Descourtieux a toujours eu le souci d'aider l’ensemble des groupes traditionnels, mais il a spécialement tissé avec les divers représentants de la FSSPX des liens d’autant plus aisés et confiants qu'il était connu, dans le traitement du dossier, pour son « ouverture » (la perspective d’une reconnaissance canonique sans exigences onéreuses). Sa nomination a toutes les apparences d’un signal favorable ».

## Ouvrages

### Études
- Collectif, Le catholicisme des Pères, Paris, Parole et Silence, coll. « École cathédrale », 2007.
- Collectif, Lectures de l'Épître aux Romains : colloque de la faculté Notre-Dame, 27 et 28 mars 2009, Paris, P. Lethielleux, 2009.
- Jean-Yves Lacoste (dir.), Histoire de la théologie, Paris, Le Seuil, 2009.
- Henri de Lubac (dir.), Augustinisme et théologie moderne, Paris, Le Cerf, 2009.

### Traductions
- Hilaire de Poitiers, Commentaires sur les Psaumes, Paris, Le Cerf, 3 vol., coll. « Sources Chrétiennes », 2008-2019.
- Clément d'Alexandrie, Quel riche sera sauvé ?, Paris, Le Cerf, coll. « Sources Chrétiennes », 2011.